# MSN Travel
MSN Travel (anteriormente Bing Travel, Live Search Farecast e Farecast.com) é um site de previsão de passagem aérea no setor de reservas por computador. Bing Travel foi lançado ao público como Farecast em 15 de maio de 2007. MSN Travel oferece previsões sobre quando será o melhor momento para comprar passagens aéreas.

## Contexto
Farecast foi fundado quatro anos antes de seu lançamento em 2003 pelo cientista da computação e professor da Universidade de Washington, Oren Etzioni; de acordo com Farecast, havia coletado mais de 175 milhões de pontos de passagens aéreas até 2007. A equipe de mineradores de dados do Farecast usou esses pontos de passagens aéreas para criar algoritmos capazes de prever quando uma passagem aérea iria ficar mais cara ou mais barata.[carece de fontes?]
Em abril de 2008, Farecast foi adquirido pela Microsoft a um preço presumido a ser em torno de 75 a 115 milhões de dólares. A Microsoft oficialmente integrou Farecast ao Live Search em maio de 2008. Atualmente, Live Search passa a ser conhecido como Bing. Em junho de 2009, a Microsoft rebatizou oficialmente Live Search Farecast como Bing Travel com a intenção de criar uma nova identidade de pesquisa.
Em maio de 2015, a Microsoft rebatizou Bing Travel para MSN Travel. O link agora redireciona para o site MSN Travel.
Em agosto de 2015, os resultados de pesquisa sobre voos no MSN Travel deixaram de ser alimentados por Kayak e a sua concorrente, Skyscanner, passa a gerar os resultados.[carece de fontes?]

## Controvérsia
Em 2009, houve alegações de que Bing Travel havia plagiado o Kayak.com, devido a similaridade entre as páginas. A Microsoft rejeitou as acusações e afirmou que "o Bing Travel é baseado em desenvolvimento independente da Microsoft e do Farecast.com, que a Microsoft adquiriu em 2008. Qualquer alegação contrária está destituída de mérito". Até janeiro de 2013, os resultados do Bing Travel eram alimentados por Kayak.com, conforme observado por esta cópia na parte inferior dos resultados da consulta: "Resultados alimentados por KAYAK.com."
Em janeiro de 2014, o recurso de sugestões de tarifa foi removido.